# Peace of Britain
Peace of Britain is een muziekstuk dat Benjamin Britten componeerde in maart 1936, als muzikale begeleiding voor de korte film Peace of Britain.
De film Peace of Britain werd gemaakt door Strand Films met de steun van Freenat Films; de laatste onder de paraplu van de League of Nations. Daarnaast deden enkele privépersonen mee aan de financiering van de film. De film heeft een linksgeoriënteerde politieke signatuur, wat uitstekend paste bij de politiek recalcitrante Britten. De film, maar ook de begeleidende muziek, leidde destijds tot veel ophef door de muzikale begeleiding van beelden van wapens en luchtbombardementen.
De film en de muziek duren amper drie minuten.

## Discografie
- Uitgave NMC Recordings